# 小行星127545
小行星127545（127545 Crisman）是一颗绕太阳运转的小行星，为主小行星带小行星。该小行星于2002年12月20日发现。
該小行星以美國亞利桑那州西森城天文俱樂部總裁詹姆斯·R·克利斯曼（James R. Crisman）命名。

## 轨道参数
小行星127545的轨道半长轴为337 305 588 km，2.2547165 UA，离心率为0.092。